# Matheus Sales
Matheus de Sales Cabral, mais conhecido como Matheus Sales (Guarulhos, 13 de maio de 1995), é um futebolista brasileiro que atua na posição de volante. Atualmente, está no Mirassol.

## Carreira

### Categorias de Base
Natural de Guarulhos, Matheus ingressou em 2004 nas categorias de base do São Paulo. Após quatro anos, foi dispensado do time tricolor. Um ano depois, em 2009, após ter sido aprovado em uma avaliação, o jogador ingressou nas categorias de base do Palmeiras. Sendo um dos destaques do Sub-20 do time alviverde, quando chegou até a ser capitão da equipe de juniores na Copa São Paulo de Futebol Júnior, o jogador foi promovido ao elenco profissional do clube pela primeira vez no fim de 2014, pelo até então técnico do time Ricardo Gareca e futuramente por Dorival Júnior.

### Palmeiras
Em 2015, após a demissão de Dorival, Matheus voltou à base. No final do ano, após as lesões dos volantes do elenco palmeirense, acabou promovido novamente pelo técnico Marcelo Oliveira. Estreou pelo clube numa partida contra o Sport, válida pelo Brasileirão, no Pacaembu. Sua primeira partida como titular, dias depois, foi diante do Fluminense, pelo jogo de volta da semifinal da Copa do Brasil, em que o jogador teve uma boa atuação. Matheus logo caiu nas graças da torcida após as partidas finais da Copa do Brasil, em que o Palmeiras saiu como campeão. Nelas, o jogador foi considerado um dos melhores em campo.

### Bahia
Em 18 de janeiro de 2017, Matheus foi apresentado no Bahia com novo reforço para a temporada emprestado pelo Palmeiras.

### América Mineiro
Em dezembro de 2017, Matheus Sales acertou com o América Mineiro, emprestado por um ano.

### Figueirense
Em abril de 2018, Matheus Sales acertou com o Figueirense.

### Coritiba
Em maio de 2019, Matheus Sales acertou com o Coritiba.

### Goiás
Em abril de 2022, Matheus Sales foi emprestado ao Goiás.

## Seleção Brasileira
Matheus Sales foi convocado para defender a seleção brasileira olímpica pela primeira vez em março, de 2016. O volante foi convocado pelo treinador Rogerio Micale para os amistosos no dia 24/03, em Cariacica (ES) contra a Nigéria e diante da África do Sul, dia 27/03, em Maceió (AL),

## Estatísticas
Até 21 de janeiro de 2018.

### Clubes
| Clube             | Temporada         | Campeonato nacional | Campeonato nacional | Campeonato nacional | Copa nacional[a] | Copa nacional[a] | Copa nacional[a] | Competições continentais[b] | Competições continentais[b] | Competições continentais[b] | Outros torneios[c] | Outros torneios[c] | Outros torneios[c] | Total | Total | Total   |
| Clube             | Temporada         | Jogos               | Gols                | Assist.             | Jogos            | Gols             | Assist.          | Jogos                       | Gols                        | Assist.                     | Jogos              | Gols               | Assist.            | Jogos | Gols  | Assist. |
| ----------------- | ----------------- | ------------------- | ------------------- | ------------------- | ---------------- | ---------------- | ---------------- | --------------------------- | --------------------------- | --------------------------- | ------------------ | ------------------ | ------------------ | ----- | ----- | ------- |
| Palmeiras         | 2014              | 0                   | 0                   | 0                   | —                | —                | —                | —                           | —                           | —                           | —                  | —                  | —                  | 0     | 0     | 0       |
| Palmeiras         | 2015              | 4                   | 0                   | 0                   | 3                | 0                | 0                | —                           | —                           | —                           | —                  | —                  | —                  | 7     | 0     | 0       |
| Palmeiras         | 2016              | 10                  | 0                   | 0                   | 1                | 0                | 0                | 3                           | 0                           | 0                           | 9                  | 0                  | 0                  | 23    | 0     | 0       |
| Palmeiras         | Total             | 14                  | 0                   | 0                   | 4                | 0                | 0                | 3                           | 0                           | 0                           | 9                  | 0                  | 0                  | 30    | 0     | 0       |
| Bahia             | 2017              | 14                  | 0                   | 1                   | 0                | 0                | 0                | 0                           | 0                           | 0                           | 12                 | 0                  | 0                  | 26    | 0     | 1       |
| Bahia             | Total             | 14                  | 0                   | 1                   | 4                | 0                | 0                | 0                           | 0                           | 0                           | 12                 | 0                  | 0                  | 26    | 0     | 1       |
| América-MG        | 2018              | 0                   | 0                   | 0                   | 0                | 0                | 0                | —                           | —                           | —                           | 2                  | 0                  | 0                  | 2     | 0     | 0       |
| América-MG        | Total             | 0                   | 0                   | 0                   | 0                | 0                | 0                | —                           | —                           | —                           | 2                  | 0                  | 0                  | 2     | 0     | 0       |
| Total na carreira | Total na carreira | 28                  | 0                   | 1                   | 4                | 0                | 0                | 3                           | 0                           | 0                           | 23                 | 0                  | 0                  | 58    | 0     | 1       |

- a. ^ Jogos da Copa do Brasil
- b. ^ Jogos da Copa Libertadores da América
- c. ^ Jogos do Campeonato Paulista, Copa do Nordeste e Amistoso

### Seleção Brasileira
Abaixo estão listados todos jogos e gols do futebolista pela Seleção Brasileira, desde as categorias de base. Abaixo da tabela, clique em expandir para ver a lista detalhada dos jogos de acordo com a categoria selecionada.
Sub-23 (Olímpico)
| Ano   |       |      |         |       |
| Ano   | Jogos | Gols | Assist. | Média |
| ----- | ----- | ---- | ------- | ----- |
| 2016  | 2     | 0    | 0       | 0     |
| Total | 2     | 0    | 0       | 0     |

## Títulos
Palmeiras
- Campeonato Brasileiro - Série B: 2013
- Copa EuroAmericana: 2014
- Copa do Brasil: 2015
- Campeonato Brasileiro: 2016

Bahia
- Copa do Nordeste: 2017

Coritiba
- Campeonato Paranaense: 2022

Atlético-GO
- Campeonato Goiano: 2023